# Вилково (Болгарія)
Ви́лково (болг. Вълково) — село в Благоєвградській області Болгарії. Входить до складу общини Санданський.

## Населення
За даними перепису населення 2011 року у селі проживали 410 осіб.
Національний склад населення села:
| Національність   | Кількість осіб | Відсоток |
| ---------------- | -------------- | -------- |
| болгари          | 225            | 98,3%    |
| турки            | 3              | 1,3%     |
| не визначились   | 0              | 0%       |
| Всього відповіли | 229            |          |

Розподіл населення за віком у 2011 році:
Динаміка населення: